# Nasti de plasti
Nasti de plasti fue un álbum antológico de cómic underground español, confeccionado mayormente en Ibiza y editado por el barcelonés Miquel Riera en 1976, junto a Picadura Selecta y Carajillo.

## Desarrollo
En 1975, Farry, Nazario, Pepichek y Mariscal abandonaron el piso de la calle Comercio en el que convivivían para escapar de la persecución policial desatada hacia el fanzine Piraña Divina, editado por el autor sevillano. Los tres primeros marcharon a una casa rural en Ibiza, donde conviven con dos amigos valencianos, Montesol y Onliyú. Como explica este último, "confeccionado en plena placidez campestre, rodeados de gallinitas, zanahorias y mediterráneos, es uno de los álbumes más crueles y mórbidos del grupo." Entre su material destacan las historietas:
- Porque os quiero tanto de Pepichek.
- Nos vemos esta noche, nenas de Javier Mariscal.
- La calabaza encantada de Nazario Luque Vera

Tras leerlas, el editor les pidió que autocensuraran algunas escenas: Dos bajadas de bragueta y una mutilación de pene.

## Valoración
En estos tres álbumes, a la amalgama de tendencias e influencias que se podían apreciar en los tebeos de la época precedente, sucede la adquisición de estilos propios, muy diferenciados"